# Славой Жижек
Славой Жижек (словен. Slavoj Žižek  вимова: [ˈslaʋɔj ˈʒiʒɛk]; нар. 21 березня, 1949) — словенський психоаналітик лаканівської школи, марксистський соціолог, філософ, та культуролог. Народився у Любляні, (Словенія). Отримав ступінь магістра з філософії в університеті Любляни та вивчав психоаналіз в університеті Париж VIII разом із Жаком-Аленом Міллером і Франсуа Рено. З 2005 року, Жижек є членом Словенської академії наук і мистецтв.
Жижек використав теорії визначного французького психоаналітика Жака Лакана для перепрочитання сучасної ідеології та поп-культури. В центрі його фахових зацікавлень знаходяться такі теми як класична німецька філософія, поп-культура, неоімперіалізм, фундаменталізм, капіталізм, толерантність, політкоректність, глобалізація, суб'єктивність, права людини, Ленін, міф, кіберпростір, постмодернізм, мультикультуралізм, постмарксизм, Девід Лінч та Альфред Хічкок. В інтерв'ю Еймі Гудман для «Democracy Now!» він означив себе як «марксиста» і «комуніста».

## Біографія
Славой Жижек народився у Любляні у сім'ї, що належала до середнього класу. Його батько був державний службовець у районі Прекмур'я у східній Словенії, а його мати походила з району Горішка у Словенському Примор'ї. Більшість свого дитинства він провів у приморському містечку Порторож. Коли Жижек був уже підлітком, сім'я повернулася до Любляни. Він навчався у престижній Гімназії Бежіград. У 1967 вступив до університету Любляни, де вивчав філософію та соціологію.
На ранній кар'єрі Жижека негативно позначилась політична ситуація в Югославії 1970-их років. Він розпочав навчання в атмосфері відносної лібералізації, яка панувала на той час. Жижек був близький до кіл інтелектуалів-дисидентів, включаючи гайдагеріанських філософів Тіне Грібара та Івана Урбанчіча, і публікував свої статті в опозиційних журналах, таких як Praxis, Tribuna та Problemi, та певний час навіть редагував це останнє видання. У 1971 році йому запропонували посаду молодшого співробітника в Люблянському університеті і пообіцяли з часом місце професора. Однак у 1973 році, після того як Тіто та Стане Доланч змістили реформістськи налаштоване керівництво Словенії і політичний клімат погіршився, його звільнили, звинуватиши у тому, що його кандидатське дослідження виконано в не-марксистському дусі. Наступні кілька років Жижек провів на строковій службі в югославській армії в Карловаці.
Після чотирьох років безробіття Жижек влаштувався у Словенський марксистський центр. Одночасно він почав співпрацювати з групою словенських науковців, до якої належали, серед інших, Младен Долар, Альонка Жупанчіч та Растко Мочнік, і в центрі теоретичних зацікавлень якої знаходилася психоаналітична теорія Жака Лакана. У 1979 році Жижек отримав посаду дослідника в Інституті соціології Люблянського університету за протекції філософа Івана Урбанчіча.
Жижек був членом Комуністичної партії Словенії до грудня 1988 року, покинувши її ряди в знак протесту проти судового процесу над журналістами і дисидентами Янешом Яншою, Іваном Борштнером, Давидом Тасічем і Франці Заврлом. Між 1988 та 1990 роками він брав активну участь у кількох політичних та суспільних рухах, які боролися за демократизацію Словенії, перш за все у Комітеті захисту прав Янеша Янши. У перших вільних виборах у Словенії у 1990 році він балотувався кандидатом на пост президента (допоміжна посада, що скасовано в конституції 1991 року) від Ліберально-демократичної партії Словенії.
Лише після публікації першої книги Жижека виданої англійською мовою «Піднесений об'єкт ідеології», він здобув собі славу одного з провідних сучасних суспільних теоретиків. Відтак він продовжує підтримувати свій контроверсійний статус інтелектуального аутсайдера та критично налаштованого інтелектуала. В одній зі своїх найвідоміших робіт «Дражливий суб'єкт: відсутній центр політичної онтології» він відкрито позиціонує себе противником деконструкції, гайдегеріанства, габермасіанства, когнітивних теорій і того, що Жижек називає Нью-ейджівським обскурантизмом.
Жижек працює старшим дослідником в Інституті соціології в Університеті Любляни, (Словенія) та професором в Європейському інституті післядипломної освіти. Певний час він працював також професором серед інших в Чиказькому та Колумбійському університеті, університеті «Лондон Консорціум», Принстонському університеті, Нью-Йоркському університеті, в університеті Нова Школа, в Університеті Мінесоти, Каліфорнійському університеті (у Ірвіні) та Університеті Мічигану. У цей час він є міжнародним директором Біркбекського гуманітарного інституту в Біркбеку, Лондонський університет, та президентом Товариства теоретичного психоаналізу у Любляні.
Жижек регулярно публікується у таких виданням як «Lacanian Ink» та «In These Times» у Сполучених Штатах, а також у «New Left Review» і «London Review of Books» у Великій Британії. Він також активно співпрацює з найбільши польським лівацьким журналом «Krytyka Polityczna». Жижек вільно розмоляє словенською, хорвацькою, англійською, французькою та німецькою мовами. 

### Особисте життя
Був одружений з філософом Ренатою Салецл та аргентинською фотомоделлю і лаканіанським вченим Аналією Хоуні.

### Загальна характеристика творчості та характер
Теорії Жижека важко звести до якихось простих узагальнень, тому що він часто змінює свою позицію стосовно певних імен та явищ з однієї книги до іншої, а інколи навіть у рамках однієї сторінки (скажімо, чи був Лакан структуралістом чи постструктуралістом). Через це деякі критики звинуватили його у непослідовності й у відсутності чіткої позиції. Однак Ієн Паркер стверджує, що не існує чогось такого, як «жижекіанська» теорія, адже Жижек, попри всі свої непослідовності, зумисне прагне змусити нас поставити під сумнів те, що ми готові сприйняти як правду, створену певним автором. Справді, Жижек не рідко сам захищає Жака Лакана саме за те, що той постійно розвивав і доповнював власні теорії, стверджуючи, що в завдання філософа не входить бути великим Іншим, який би розповідав нам про світ, а радше спонукати нас засумніватися в ідеологічних засновках наших поглядів. Для Жижека філософ — це швидше особа, яка критикує, аніж та, яка дає відповіді на запитання.
Утім, Жижек інколи заперечує такий погляд на завдання філософа/теоретика, нападаючи на споживацький характер постмодерної культурної критики й відстоюючи свою універсальну емансипаційну позицію та прихильність до «величних очікувань». На противагу Паркерові Адріан Джонстон заперечує у  книзі «Онтологія Жижека: трансцендентальна матеріалістична теорія суб'єктивності» поширену думку, ніби роботи Жижека є суперечливими і не містять послідовного теоретичного проекту. У вступі до свого дослідження Джонстон стверджує, що «під поверхнею того, що ми могли б назвати культорологічними студіями Жижека» наявна цілісна «філософська траєкторія, яка проходить неперервною, проникаючою діагоналлю через усі його праці (а саме ретроактивна лаканіанська реконструкція тріади Кант-Шеллінг-Гегель)».
Жижека заслужено вважають полум'яним і колоритним лектором, яким не боїться гострих висловлювань. Жижек написав тексти до фотографій Брюса Вебера для каталогу Abercrombie & Fitch. Коли його запитали, чи визначному інтелектуалові годиться писати рекламні матеріали, Жижек сказав газеті «Бостон глоуб»: «Якби мені довелося вибирати між тим, щоб заробляти на прожиття написанням таких текстів, і роботою американського науковця, якому доводиться цілувати дупи, аби отримати посаду професора, я б із задоволенням писав для таких журналів.»

### Медіапопулярність
Документальний фільм за участю Жижека, «Гід по кінематографу для збоченців», транслювався британським телебаченням у липні 2006 року і є доступним на DVD. 
У 2005-му році вийшов документальний фільм про його життя та інтелектуальну творчість під назвою «Жижек!». В 2007-му був запущений онлайн-проект «International Journal of Žižek Studies».

## Думка

### Онтологія
Онтологія Жижека постулює повернення до категорії Картезіанського суб'єкта; повернення до категорії ідеології, а також повернення до поняття лаканівського Реального.
1. Захист категорії суб'єкта включає перш за все виправдання доцільності застосування поняття суб'єктивності для політичної теорії. Жижек стверджує, що гегемонічні режими функціонують, інтерпелюючи індивідів у суспільні ролі, та наділяють їх символічними мандатами у межах даної спільноти: ми не можемо пояснити, як діє влада, без звернення до психології політичних суб'єктів. По друге, у його теоріях наявне безпосереднє повернення до «категорії суб'єкта». Опираючись на теорії Лакана, Жижек відстоює думку, що суб'єктивність збігається з певною нестачею, яка завжди чинить опір повному вписуванню у мандати, накинуті індивідам гегемонічними режимами.
2. У своєму застосуванні категорії «ідеології» Жижек вважає, що поняття ідеології, запропоноване Марксом у «Німецькій ідеології», яке фокусується на понятті «фальшивої свідомості», не має сенсу у період безпрецедентної рефлексивності та цинізму суб'єкта щодо мотивів та методів можновладців (дивіться Піднесений об'єкт ідеології). Однак можна твердити, що найоригінальніший аспект думки Жижека з цього питання полягає у його наполяганні на тому, що лаканіанську модель перекресленого або розколотого суб'єкта, через її твердження, що найінтимніші мотиви суб'єкта мають несвідомий характер, можна використати для демонстрації того, що ідеологія не стільки втратила сьогодні сенс, скільки більш виразно відкрила свою глибинну істину.
3. Розвиваючи свою теорію ідеології, Жижек стверджує, що домінантні ідеології сьогодні повністю структурують відчуття реальності для суб'єкта. Однак поняття Реальне, яке він використовує, зовсім не є тотожним реальності, яку суб'єкти сприймають як сповнену значення упорядковану тотальність. Для нього Реальне позначає місця в межах онтологічної тканини реальності, прошиті гегемонічними системами репрезентації та репродукції, які не є, однак, повністю вписаними у її текстуру, і які, відповідно, можуть породжувати місця активного політичного спротиву.

У роботі «Паралаксовий погляд» (2006) Жижек представляє суперечності між ідеалістичними та матеріалістичними розуміннями різних аспектів ідеології. Одна з таких суперечностей між ідеалізмом та матеріалізмом виражається у лаканіанських термінах через гадану здатність ідеалізму теоретизувати «Все» на противагу матеріалістичному розумінню, що гадане «Все» це насправді «не-Все». Така схильність до трактування суперечностей між ідеалізмом та матеріалізмом спонукає його до окреслення своїх робіт у парадоксальних термінах «матеріалістичної теології». Жижек стверджує, що реальність є фундаментально відкритою, і матеріалістична «мінімальна відмінність» — розрив, який відкривається у реальності між редукціоністським описом фізичних процесів та екзистенційним досвідом людини — і є реальним людського життя та критично важливою сферою, яку онтологія повинна намагатися обмислити. Жижек ставить знак рівності між цим розривом та фройдіанським понятям потягу до смерті як негативною та убивчою «річчю, що думає.» Хоча одного дня біологічній психології вдасться створити досконалу модель людського мозку, все одно залишиться певний невеликий залишок, який не можна буде пояснити, і це щось прямо співвідноситься із фройдіанським потягом до смерті. Саме потяг до смерті, а не принцип насолоди, приймає цю роль, а отже він і є негативним аспектом свідомості, що руйнує та робить неможливим репрезентацію тотальності. Жижек звертає увагу на непрозорість свідомості. Підставовою характеристикою свідомості можна вважати те, що ми ніколи не можемо знати, чи щось є насправді свідомим чи це просто мімікрія.
Метафізика Жижека — це до певної міри анти-метафізика, оскільки він притимується думки, що було б абсурдно намагатись теоретизувати «Все», адже щось завжди залишатиметься за межами самого теоретизування. Це можна пояснити у лаканіанських термінах, а саме через відношення між Символічним та Реальним. Для Жижека, певну людину завжди можна розглядати з кількох боків, і це будуть взаємовиключні перспективи. Наприклад, ми можемо розглядати особистість або як етичну істоту, наділену свободою волі, або як детерміністичну біологічну істоту, але не з обох цих перспектив. Все це символічні репрезентації Реального, способи використання мови для розуміння «не-Всього», яке за визначенням не можна осягнути у його тотальності. Для Жижека, однак, Реальне — це не річ, яку ми можемо розуміти різними способами залежно від нашої перспективи (особистість як етична істота на противагу особистості як біологічній істоті); Реальне, натомість — це рух з однієї точки зору до іншої — «паралаксний погляд». Жижек уникає релятивізму, стверджуючи, що існує діагональний онтологічний розрив, що пронизує гадано несумісні дискурси і вказує на їхню інтерсуб'єктивність. Це означає, що хоча ми маємо справу з численними символічними репрезентаціями Реального, це ще не значить, що усі вони є відносно «правдивими». Жижек вирізняє дві відміни Реального: жахливе Реальне, яке не піддається символізації та символічне Реальне (див. його роботу «Про віру»), набір означників, які ніколи не вдасться правильно інтегрувати у значеннєвий горизонт суб'єкта. Істина відкривається за допомогою переходу через суперечності, або, іншими словами, Реальне — це «мінімальна відмінність», розрив між безмежним судженням редукціоністського матеріалізму та безпосереднім життєвим досвідом.

### Формування суб'єкта
Жижек стверджує, що cogito Декарта є основою суб'єкта. Однак, тоді як більшість мислителів розглядають cogito як субстанційне, прозоре та повністю самосвідоме «Я», яке цілком керує своєю долею, Жижек пропонує тлумачити cogito як порожній простір, як те, що залишилось після віднімання решти світу. Втрачену безпосередність світу заступає Символічний порядок, і саме тут порожнеча суб'єкта наповнюється шляхом суб'єктивації.
Важливо зрозуміти лаканіанівські поняття Уявного, Символічного та Реального, оскільки Жижек у своїх філософських писаннях, скажімо у його трактування робіт Фрідріха Шеллінга, постійно розглядає вчення інших філософів через призму цих понять. Як стверджує сам Жижек, «у серцевині моїх робіт лежить спроба використати Лакана як привілейований інтелектуальний засіб, щоб реактивізувати німецький ідеалізм». (Див. «The Žižek Reader») Жижек вважає, що праці, які належать до німецького ідеалізму (роботи Гегеля, Канта, Фіхте та Шеллінга) варто реактивізувати, оскільки ми звикли трактувати їх у певний спосіб, тоді як істина знаходить де-інде. Термін «реактивізувати» відсилає до того факту, що існують різні способи тлумачити німецький ідеалізм, і Жижек прагне «зробити актуальним» одну з таких можливостей на противагу тому, як він тлумачиться сьогодні. На найелементарнішому рівні, прийнято вважати, що німецький ідеалізм притримується думки, ніби істина це щось, що може бути віднайденим у собі. Для Жижека, головний здобуток німецького ідеалізму полягає у твердженні, що істина чогось завжди знаходить ззовні. Тому істина нашого досвіду знаходиться за межами нас, у Символічному та Реальному, а не захована десь у глибинах нас. Ми не можемо просто зануритись у себе і віднайти те, ким ми є насправді, оскільки ми насправді завжди знаходимось де-інде. Ми завжди знаходимось у Символічних формаціях, які передують нам, та Реальному, якого ми повинні зректися, якщо ми хочемо увійти у Символічний порядок.
Для Жижека твердження Лакана, що самоідентичність є неможливою, стає центральним у структуруванні суб'єкта. Ідентичність чого-небудь, його сингулярність або «одиничність», завжди розколота. Завжди існує надлишок чогось, неділимий залишок, або залишки чогось, що означає, що самоідентичність неможлива (тобто, значення слова ніколи не можна виявити у самому слові, а швидше в інших словах; таким чином його значення не є ідентичним самому собі). Такий принцип неможливості самоідентичності лежить в основі прочитання Жижеком німецького ідеалізму. До прикладу, у стосунку до Шеллінга, поняття Початку зовсім не є початком — істина Початку знаходиться деінде, він розколотий і не є ідентичним самому собі.

### Реальне
Реальне не лише протиставляється Уявного, але й знаходиться за межами Символічного.
На противагу останньому, яке конституюється через опозиції «присутності» та «відсутності», у Реальному немає відсутності. Символічне протиставлення «присутності» та «відсутності» передбачає можливість того, що щось може бути відсутнім у символічному, тоді як Реальне «завжди знаходиться на своєму місці». Тоді як Символічне утворюється набором диференційованих позначників, Реальне саме у собі є недеференційованим, воно не відає розламу. Символічне уводить у Реальне розлам через процес сигнифікації: «світ слів створює світ речей». Таким чином Реальне постає як те, що знаходиться за межами мови: «те, що з усіх сил чинить опір символізації.» Реальне є неможливим, адже його неможливо уявити, неможливо інтегрувати у символічний порядок. Такий характер неможливого та опір символізації надає Реальному його травматичної якості. Реальне для Жижека — це щось, що слугує фундаментальною опорою реальності і заразом є її протилежністю. Реальне — це не лише безглузда матеріальність плоті, але й те, що знаходить на самій поверхні, хоча знаходиться саме завдяки своїй відсутності як збої у символічному порядку (наприклад обмовки, симптоми і т. д.).
Існує три модальності Реального:
- Символічне Реальне: позначник, зведений до безглуздої формули;
- Реальне Реальне: жахлива річ, яка загрожує самому нашому відчуттю реальності — від пульсуючої матеріальності горла Ірми зі сну Фройда до жахливих катастроф, які ми не можемо інтегрувати у свою символічну реальність
- Уявне реальне: незбагненне щось, що пронизує речі як слід піднесеного (наприклад у мистецтві).

### Символічне
Хоча Символічне локалізується переважно у лінгвістичному вимірі, Лакан не ставить знаку рівності між Символічним та мовою, оскільки мова також відіграє свою роль в Уявному та Реальному. Символічний вимір мови виражається через позначник, в якому елементи не мають позитивного існування, а конституюються завдяки взаємним відмінностям. Це сфера радикальної інакшості, сфера Іншого. Несвідоме є дискурсом Іншого і тому належить до Символічного порядку. Це також царина Закону, що регулює бажання у Едиповому комплексі. Символічне — це заразом «принцип насолоди», який задає дистанцію до Речі, та «потяг до смерті», який переступає межі принципу насолоди: «потяг до смерті є маскою символічного порядку.» Однак не потрібно розуміти пов'язаність сфери Символічного з «потягом до смерті», адже це поняття у Лакана є доволі двозначним: як говорить Лакан і повторює Жижек — Символічне — це сфера мертвого батька як Імені-Батька, чиє інстанція єдина дозволяє наш доступ до насолоди.

### Уявне
Основою Уявного порядку є формування его під час «стадії дзеркала». Оскільки его формується через ідентифікацію зі своїм дзеркальним відповідником, «ідентифікація» є важливим аспектом Уявного. Відносини, завдяки яким его утворюється через ідентифікацію, є місцем «відчуження», яке є ще однією важливою характеристикою Уявного, і має фундаментально нарцистичний характер. Уявне, сфера оманливої видимості, структурується символічним порядком. Воно також задіює лінгвістичний вимір: тоді як позначник є основою Символічного, «позначене» та «сигнифікація» належать Уявному. Таким чином мова має як символічні, так і уявні аспекти. Ґрунтуючись на дзеркальному образі, Уявне закорінене у відношенні суб'єкта до тіла (образу тіла).

### Інші поняття Лакана, які часто використовує Жижек
- Jouissance
- Нестача
- Річ
- Погляд

### Постмодернізм
Жижек стверджує, що сучасне суспільство, або постмодерність, ґрунтується на занепаді авторитету великого Іншого. Вслід за теоретиками сучасного суспільства ризику, які відстоюють особисту свободу вибору або рефлексивність, які замінили собою традиційний авторитет, Жижек стверджує, що ці теоретики ігноруюють рефлективність, що знаходиться у самому серці суб'єктивності людини. Для Жижека за умов відсутності заборон зі сторони великого Іншого, рефлексивність суб'єкта маніфестує себе через прив'язаності до різних форм підкорення, параної та нарцисизму. Аби дати раду таким патологіям, Жижек відстоює необхідність політичного вчинку або революції — події, яка змінить умови можливості постмодерності (які він ідентифікує як капіталізм) і таким чином покладе початок новому типу Символічного порядку, в якому зможе існувати новий вид суб'єктивності.
1. Закон. У численних роботах Жижек звертається до поняття закону. Термін «закон» позначає принципи, на яких ґрунтується суспільство, а також норми колективної поведінки, в основі яких лежать інтерналізовані заборони. Однак, для Жижека правління закону приховує внутрішньо притаманний переступ — насильство, завдяки якому закон був утверджений.
2. Занепад великого Іншого. Одним із ключових наслідків універсалізації рефлексивності є дезінтеграція великого Іншого, мережі суспільних інституцій, звичаїв та законів. Для Жижека великий Інший завжди вже був мертвий у тому сенсі, що він ніколи не існував як матеріальна річ. Він завжди був і залишається символічним порядком. Це означає, що всі суб'єкти, які беруть участь у великому Іншому, практикують ідеалізацію та абстракцію, що ігнорує брутальний факт Реального, однак така ідеалізація є необхідною для існування того, що ми називаємо реальністю. Таким чином великий Інший для Жижека — це свого роду універсальна брехня, якої ми всі притримуємось.
3. Інший Іншого. Парадоксально, як зауважує Жижек, але типовий постмодерний суб'єкт, виказуючи відвертий цинізм до офіційних інституцій, водноча вірить у існування різного роду змов та невидимих Інших, які смикають за ниточки, керуючи ситуацією на відстані. Таке з першого погляду суперечливе поєднання цинізму та віри строго корелюється з занепадом великого Іншого. Його зникнення змушує нас витворювати Іншого Іншого, параноїдальну конструкцію, що дозволяє нам уникнути нестерпної свободи, що стала результатом його дезінтеграції.

### Політизація
Жижек часто протиставляє себе постмодерним мультикультуралістським теоретикам. Їхні позиції радикально розходяться у намаганнях Жижека постійно політизувати теорію. Справжній вимір політичного виникає для нього там, де окрема, партикулярна вимога починає функціонувати як позначник неможливої універсальності. На його думку істинна універсальність у політичному полі можлива лише через політичний партикуляризм. Відтак політична боротьба зводиться до боротьби за універсальність, за здатність надати універсальності певного партикулярного змісту. Слідуючи за Жаком Рансьєром, Жижек трактує політичний конфлікт як конфлікт між упорядкованою суспільною структурою та тими, хто не має місця у цій структурі (як, наприклад, чернь у французькому абсолютистському суспільстві XVIII ст.). Відтак політична сила, яка прагне надати своїм вимогам універсального характеру, повинна включити цей «елемент без місця» і промовляти у своїх політичних закликах з його позиції.

## Переклади українською
- Метастази насолоди. Шість нарисів про жінку й причинність. Пер. з англ. Олександр Мокровольський — Київ: «Альтернативи», 2000. – 188 с.
- Дражливий суб'єкт: відсутній центр політичної онтології/ Пер. з англ. Димерець Р. Й. — Київ: ППС-2002, 2008. - 510 с. - ("Сучасна гуманітарна бібліотека").
- Погляд навскіс. Пер. з англ. Павло Швед. — Київ: Комубук, 2018 (друге видання: 2022 – анонс видавництва[7])
- Як читати Лакана. Пер. з англ. Павло Швед. – Київ: Комубук, 2019.
- Річ із внутрішнього простору. Пер. з англ. Павло Швед. — Київ: Комубук, 2022 (анонс видавництва[8])

## Статті та інтерв'ю
- Війна в Косово
- Про самооману Заходу, або Чому конфлікт на Балканах закінчиться нескоро
- Мілошевич та націоналістична насолода
- Правдива голлівудська лівизна
- Деякі політично некоректні міркування про насильство у Франції і не тільки
- Американська імперія з людським обличчям
- Мультикультуралізм, або логіка культури мультинаціонального капіталізму
- Великий Інший не існує
- Про можливість Істини. Психоаналіз та пост-марксизм. Випадок Алена Бадью
- Путівник по сім’ї для збоченця
- Річ із внутрішнього простору
- Непристойність прав людини: насильство як симптом
- Супер-его та вчинок
- Мінливості вчинку
- Object a як внутрішня межа капіталізму: критика Майкла Хардта та Антоніо Негрі
- Моя приватна власна Австрія
- «Ми не маримо, ми отямилися зі сну, який обернувся на страхіття»
- Про універсальні цінності (уривок з інтерв'ю на каналі Al Jazeera)
- Убити надію (укр.)
- Неіснування Норвегії (укр.)